# Sjunik
Sjunik (armensko Սյունիք) je najjužnejša provinca (marz) Armenije. Na severu meji na provinco Vajoc Zor, na vzhodu na provinco Arca, na jugu pa na iransko provinco Vaspurakan. Prestolnica Sjunika je Kapan. Druga pomembna mesta so Goris, Sisan, Meghri, Aharak, in Dastakert. Provinca Sjunik je znana tudi pod legendarnim imenom Zangezur. Predstavlja gorsko mejo Armenije in je kulturno bogata ter zgodovinsko pomembna provinca države.